# The Quest – Die Serie/Episodenliste
Diese Episodenliste enthält alle Episoden der US-amerikanischen Serie The Quest – Die Serie sortiert nach der US-amerikanischen Erstausstrahlung. Die Fernsehserie umfasst vier Staffeln mit 42 Episoden.

## Übersicht
| Staffel | Episodenanzahl | Erstausstrahlung USA | Erstausstrahlung USA | Deutschsprachige Erstausstrahlung | Deutschsprachige Erstausstrahlung |
| Staffel | Episodenanzahl | Staffelpremiere      | Staffelfinale        | Staffelpremiere                   | Staffelfinale                     |
| ------- | -------------- | -------------------- | -------------------- | --------------------------------- | --------------------------------- |
| 1       | 10             | 7. Dezember 2014     | 18. Januar 2015      | 1. Mai 2015                       | 29. Mai 2015                      |
| 2       | 10             | 1. November 2015     | 27. Dezember 2015    | 8. April 2016                     | 6. Mai 2016                       |
| 3       | 10             | 20. November 2016    | 22. Januar 2017      | 3. Oktober 2017                   | 24. Oktober 2017                  |
| 4       | 12             | 13. Dezember 2017    | 7. Februar 2018      | 5. Februar 2018                   | 12. März 2018                     |

## Staffel 1
| Nr. (ges.) | Nr. (St.) | Deutscher Titel             | Originaltitel                | Erstausstrahlung USA | Deutschsprachige Erstausstrahlung (D) | Regie            | Drehbuch                       | Zuschauer (USA) |
| ---------- | --------- | --------------------------- | ---------------------------- | -------------------- | ------------------------------------- | ---------------- | ------------------------------ | --------------- |
| 1          | 1         | Die Krone von König Artus   | And the Crown of King Arthur | 7. Dez. 2014         | 1. Mai 2015                           | Dean Devlin      | John Rogers                    | 5,353 Mio.      |
| 2          | 2         | Die Macht des Excalibur     | And the Sword in the Stone   | 7. Dez. 2014         | 1. Mai 2015                           | Dean Devlin      | John Rogers                    | 5,353 Mio.      |
| 3          | 3         | Im Labyrinth des Minotaurus | And the Horns of a Dilemma   | 14. Dez. 2014        | 8. Mai 2015                           | Marc Roskin      | Jeremy Bernstein               | 3,374 Mio.      |
| 4          | 4         | Das Geheimnis des Nordpols  | And Santa’s Midnight Run     | 21. Dez. 2014        | 8. Mai 2015                           | Jonathan Frakes  | Paul Guyot & John Rogers       | 3,186 Mio.      |
| 5          | 5         | Der Zorn des Drachen        | And the Apple of Discord     | 28. Dez. 2014        | 15. Mai 2015                          | Marc Roskin      | Paul Guyot & Geoffrey Thorne   | 4,096 Mio.      |
| 6          | 6         | Die Märchen der Verdammnis  | And the Fables of Doom       | 4. Jan. 2015         | 15. Mai 2015                          | Jonathan Frakes  | Kate Rorick                    | 3,726 Mio.      |
| 7          | 7         | Der magische Wettbewerb     | And the Rule of Three        | 11. Jan. 2015        | 22. Mai 2015                          | Marc Roskin      | Paul Guyot & Kate Rorick       | 3,445 Mio.      |
| 8          | 8         | Das verwunschene Haus       | And the Heart of Darkness    | 11. Jan. 2015        | 22. Mai 2015                          | John Harrison    | Geoffrey Thorne                | 2,963 Mio.      |
| 9          | 9         | Die Stadt der Lichter       | And the City of Light        | 18. Jan. 2015        | 29. Mai 2015                          | Tawnia McKiernan | John Rogers & Jeremy Bernstein | 3,275 Mio.      |
| 10         | 10        | Der Webstuhl des Schicksals | And the Loom of Fate         | 18. Jan. 2015        | 29. Mai 2015                          | Jonathan Frakes  | John Rogers                    | 3,033 Mio.      |

## Staffel 2
| Nr. (ges.) | Nr. (St.) | Deutscher Titel                | Originaltitel                    | Erstausstrahlung USA | Deutschsprachige Erstausstrahlung (D) | Regie           | Drehbuch                                 | Zuschauer (USA) |
| ---------- | --------- | ------------------------------ | -------------------------------- | -------------------- | ------------------------------------- | --------------- | ---------------------------------------- | --------------- |
| 11         | 1         | Das versunkene Buch            | And the Drowned Book             | 1. Nov. 2015         | 8. Apr. 2016                          | Marc Roskin     | John Rogers & Paul Guyot                 | 2,249 Mio.      |
| 12         | 2         | Der zerbrochene Stab           | And the Broken Staff             | 1. Nov. 2015         | 8. Apr. 2016                          | Marc Roskin     | Alexa Alemanni, Joe Boothe & Holly Moyer | 1,951 Mio.      |
| 13         | 3         | Der verborgene Friedhof        | And What Lies Beneath the Stones | 8. Nov. 2015         | 15. Apr. 2016                         | Marc Roskin     | Alexa Alemanni & Joe Boothe              | 1,951 Mio.      |
| 14         | 4         | Der Riss der Dimension         | And the Cost of Education        | 15. Nov. 2015        | 15. Apr. 2016                         | Courtney Rowe   | Kate Rorick                              | 1,888 Mio.      |
| 15         | 5         | Die Seele der Bibliothek       | And the Hollow Men               | 22. Nov. 2015        | 22. Apr. 2016                         | Noah Wyle       | Geoffrey Thorne                          | 2,097 Mio.      |
| 16         | 6         | Der Vertrag mit dem Teufel     | And the Infernal Contract        | 29. Nov. 2015        | 22. Apr. 2016                         | Jonathan Frakes | Paul Guyot & Holly Moyer                 | 2,021 Mio.      |
| 17         | 7         | Das Bild der Unsterblichkeit   | And the Image of Image           | 6. Dez. 2015         | 29. Apr. 2016                         | Emile Levisetti | Paul Guyot                               | 2,242 Mio.      |
| 18         | 8         | Gefangen in der Zeitschleife   | And the Point of Salvation       | 13. Dez. 2015        | 29. Apr. 2016                         | Jonathan Frakes | Jeremy Bernstein                         | 2,214 Mio.      |
| 19         | 9         | Im Bann des Zauberers          | And the Happily Ever Afters      | 20. Dez. 2015        | 6. Mai 2016                           | Rod Hardy       | Geoffrey Thorne                          | 1,941 Mio.      |
| 20         | 10        | Die Reise in die Vergangenheit | And the Final Curtain            | 27. Dez. 2015        | 6. Mai 2016                           | Marc Roskin     | John Rogers & Paul Guyot                 | 2,237 Mio.      |

## Staffel 3
| Nr. (ges.) | Nr. (St.) | Deutscher Titel                   | Originaltitel                    | Erstausstrahlung USA | Deutschsprachige Erstausstrahlung (D) | Regie              | Drehbuch                                     | Zuschauer (USA) |
| ---------- | --------- | --------------------------------- | -------------------------------- | -------------------- | ------------------------------------- | ------------------ | -------------------------------------------- | --------------- |
| 21         | 1         | Der Gott des Chaos                | And the Rise of Chaos            | 20. Nov. 2016        | 3. Okt. 2017                          | Dean Devlin        | Marco Schnabel & Dean Devlin                 | 1,890 Mio.      |
| 22         | 2         | Die Armee der Werwölfe            | And the Fangs of Death           | 27. Nov. 2016        | 10. Okt. 2017                         | Marc Roskin        | Rob Wright                                   | 1,620 Mio.      |
| 23         | 3         | Die Zeremonie der Eisdämonen      | And the Reunion of Evil          | 4. Dez. 2016         | 10. Okt. 2017                         | Noah Wyle          | Kate Rorick                                  | 1,867 Mio.      |
| 24         | 4         | Die selbsterfüllende Prophezeiung | And the Self-Fulfilling Prophecy | 11. Dez. 2016        | 10. Okt. 2017                         | Dean Devlin        | Tom MacRae                                   | 1,755 Mio.      |
| 25         | 5         | Der Jahrmarkt des Grauens         | And the Tears of a Clown         | 18. Dez. 2016        | 17. Okt. 2017                         | Jonathan Frakes    | Steve Kriozere & Mark A. Altman              | 1,857 Mio.      |
| 26         | 6         | Das Auge des Ra                   | And the Trial of the Triangle    | 25. Dez. 2016        | 17. Okt. 2017                         | Jonathan Frakes    | Noah Wyle                                    | 1,651 Mio.      |
| 27         | 7         | Das Elixier der Liebe             | And the Curse of Cindy           | 1. Jan. 2017         | 17. Okt. 2017                         | Nina Lopez-Corrado | Gareth Roberts                               | 1,779 Mio.      |
| 28         | 8         | Die Zuflucht der Vampire          | And the Eternal Question         | 8. Jan. 2017         | 24. Okt. 2017                         | Noah Wyle          | Kate Rorick & Nicole Ranadive                | 2,046 Mio.      |
| 29         | 9         | Der Kampf um Shangri-La           | And the Fatal Separation         | 15. Jan. 2017        | 24. Okt. 2017                         | Jonathan Frakes    | Rob Wright & Steve Kriozere & Mark A. Altman | 1,602 Mio.      |
| 30         | 10        | Der Angriff des puren Bösen       | And the Wrath of Chaos           | 22. Jan. 2017        | 24. Okt. 2017                         | Marc Roskin        | Marco Schnabel                               | 1,967 Mio.      |

## Staffel 4
| Nr. (ges.) | Nr. (St.) | Deutscher Titel             | Originaltitel               | Erstausstrahlung USA | Deutschsprachige Erstausstrahlung (D) | Regie           | Drehbuch                       | Zuschauer (USA) |
| ---------- | --------- | --------------------------- | --------------------------- | -------------------- | ------------------------------------- | --------------- | ------------------------------ | --------------- |
| 31         | 1         | Der Orden der Schatten      | And the Dark Secret         | 13. Dez. 2017        | 5. Feb. 2018                          | Marc Roskin     | Marco Schnabel                 | 1,675 Mio.      |
| 32         | 2         | Die Göttin des Glücks       | And the Steal of Fortune    | 13. Dez. 2017        | 5. Feb. 2018                          | Eriq La Salle   | Gary Rosen                     | 1,360 Mio.      |
| 33         | 3         | Der Dieb der Weihnacht      | And the Christmas Thief     | 20. Dez. 2017        | 12. Feb. 2018                         | Noah Wyle       | Nicole Ranadive                | 1,484 Mio.      |
| 34         | 4         | Die Magie des Kinos         | And the Silver Screen       | 20. Dez. 2017        | 12. Feb. 2018                         | Jonathan Frakes | Noah Wyle                      | 1,395 Mio.      |
| 35         | 5         | Die Krone der Blutgräfin    | And the Bleeding Crown      | 27. Dez. 2017        | 19. Feb. 2018                         | Marc Roskin     | Tom MacRae                     | 1,817 Mio.      |
| 36         | 6         | Die Gräber der Zeit         | And the Grave of Time       | 27. Dez. 2017        | 19. Feb. 2018                         | Jonathan Frakes | Marco Schnabel & Larry Stuckey | 1,523 Mio.      |
| 37         | 7         | Die Legende vom Teufelswald | And the Disenchanted Forest | 3. Jan. 2018         | 26. Feb. 2018                         | Dean Devlin     | Nicole Ranadive & Gary Rosen   | 1,248 Mio.      |
| 38         | 8         | Die Fee in der Schneekugel  | And the Hidden Sanctuary    | 10. Jan. 2018        | 26. Feb. 2018                         | Noah Wyle       | Kate Rorick                    | 1,405 Mio.      |
| 39         | 9         | Das zerbrochene Medaillon   | And a Town Called Feud      | 17. Jan. 2018        | 5. März 2018                          | Valerie Weiss   | Tom MacRae                     | 1,341 Mio.      |
| 40         | 10        | Der Typ namens Jeff         | And Some Dude Named Jeff    | 24. Jan. 2018        | 5. März 2018                          | Lindy Booth     | Marco Schnabel                 | 1,354 Mio.      |
| 41         | 11        | Der Kampf auf Leben und Tod | And the Trial of the One    | 31. Jan. 2018        | 12. März 2018                         | Marc Roskin     | Tom MacRae                     | 1,336 Mio.      |
| 42         | 12        | Die Echos der Erinnerung    | And the Echoes of Memory    | 7. Feb. 2018         | 12. März 2018                         | Dean Devlin     | Kate Rorick                    | 1,436 Mio.      |